# Jenő Barcsay
Pour les articles homonymes, voir Barcsay.
Dans le nom hongrois Barcsay Jenő, le nom de famille précède le prénom, mais cet article utilise l’ordre habituel en français Jenő Barcsay, où le prénom précède le nom.
Jenő Barcsay (nagybarcsai Barcsay Jenő en hongrois) , né le 14 janvier 1900 à Katona (aujourd'hui Cătina en Roumanie) et mort le 2 avril 1988 à Budapest, est un peintre hongrois.

## Biographie
Jenő Barcsay est issu d'une famille aristocrate de Transylvanie. En 1919, il part étudier à l'École hongroise des beaux-arts à Budapest dont il sort diplômé en 1924. Il passe l'été 1926 à Makó et Hódmezővásárhely où il travaille sur les paysages. La même année il part à Paris pour un an et découvre le travail de Paul Cézanne. En 1927, il est en Italie puis il réside à Szentendre. Il retourne à Paris en 1929 et s'intéresse au cubisme.
Il devient professeur à l'École d'apprentis de Budapest (Fővárosi Iparostanonc-iskola) de 1931 à 1945 puis à l'Université hongroise des beaux-arts où il enseigne la composition et l'anatomie jusqu'à sa retraite.
Il reçoit le prix Kossuth en 1954.